# 743 (szám)
A 743 (római számmal: DCCXLIII) egy természetes szám, prímszám.

## A szám a matematikában
A tízes számrendszerbeli 743-as a kettes számrendszerben 1011100111, a nyolcas számrendszerben 1347, a tizenhatos számrendszerben 2E7 alakban írható fel.
A 743 páratlan szám, prímszám. Normálalakban a 7,43 · 102 szorzattal írható fel.
Mírp.
A 743 négyzete 552 049, köbe 410 172 407, négyzetgyöke 27,25803, köbgyöke 9,05725, reciproka 0,0013459. A 743 egység sugarú kör kerülete 4668,40668 egység, területe 1 734 313,083 területegység; a 743 egység sugarú gömb térfogata 1 718 126 160,7 térfogategység.
A 743 helyen az Euler-függvény helyettesítési értéke 742, a Möbius-függvényé −1.